# Victoriano Leguizamón
Victoriano Leguizamón Cristaldo (Concepción, 23 marzo 1922 – 7 aprile 2007) è stato un calciatore paraguaiano, di ruolo centrocampista.

## Carriera
Con la Nazionale paraguaiana prese parte ai Mondiali del 1950 ed alla Copa America del 1953.

## Palmarès

### Club

#### Competizioni nazionali
- Campionato paraguaiano: 2

Libertad: 1945
Olimpia: 1956